# Маклаклан, Джордж
Джордж Ха́рди Макла́клан (англ. George Hardie McLachlan; 21 сентября 1901 — 1964) — шотландский футболист и футбольный тренер.

## Клубная карьера
Уроженец Глазго, Маклаклан играл за молодёжные команды «Кроссхилл» и «Селтик», но профессиональную карьеру футболиста начал в клубе «Клайд». Провёл в «Клайде» три сезона, сыграв за это время на правах аренды за «Кингс Парк Строллерс». Выступал на позиции левого флангового нападающего, отличался высокой скоростью.
В ноябре 1925 года Маклаклан перешёл в валлийский клуб «Кардифф Сити», выступавший на тот момент в высшем дивизионе чемпионата Англии, за 2000 фунтов. Тогда же в «Кардифф» перешёл другой шотландец Хьюи Фергюсон. Интерес к Маклаклану проявляли многие английские клубы, но он принял решение перейти в «Кардифф Сити», так как его отец был капитаном судна, часто заходившего в доки Кардиффа. По другой версии, его отец был не капитаном и вообще не моряком, а лишь бригадиром судоходной компании в Кардиффе. В 1926 году Джордж получил вызов в национальную сборную, однако вскоре сломал ногу в матче против «Лестер Сити», так и не сыграв за сборную. Восстановившись от травмы, помог «Кардиффу» выиграть Кубок Англии, обыграв в финальном матче лондонский «Арсенал». Выступая за «Кардифф», Маклаклан начал выступать на позиции флангового хавбека вместо привычной ему роли левого флангового нападающего.
В декабре 1929 года перешёл в «Манчестер Юнайтед». Дебютировал за клуб 21 декабря 1929 года в матче Первого дивизиона против «Лидс Юнайтед». Провёл в команде 4 сезона, сыграв 116 матчей и забив 4 мяча. В сезоне 1931/32 был капитаном «Манчестер Юнайтед».

## Тренерская карьера
В июне 1933 года Маклаклан ушёл из «Манчестер Юнайтед» и был назначен играющим тренером клуба «Честер». Провёл в клубе один сезон.
В сезоне 1934/35 Маклаклан был играющим тренером во французском клубе «Гавр». После окончания сезона ему предложили продление контракта, но он хотел тренировать клуб из высшего дивизиона чемпионата Шотландии.
29 июня 1935 года Маклаклан был назначен главным тренером клуба «Куин оф зе Саут» (он был выбран из почти ста человек, подавших заявку на эту вакансию). В мае 1936 года команда во главе с Маклакланом отправилась в 11-матчевый зарубежный тур по Франции, Люксембургу и Алжиру, сыграв в такими клубами, как «Монпелье» и «Реймс». В Алжире «Куин оф зе Саут» сыграл в пригласительном кубке, обыграв в финале испанский клуб «Расинг Сантандер» и завоевав трофей.
Весной 1937 года Маклаклан покинул «Куин оф зе Саут». Его преемником на посту главного тренера был назначен Вилли Фергюсон.

## После завершения карьеры
После ухода из «Куин оф зе Саут» Маклаклан с женой и детьми какое-то время жил в Глазго. В 1940-е годы он переехал в США, в штат Коннектикут. Работал в методистской церкви и школе города Бранфорд вблизи Нью-Хейвена. Затем у него обнаружили неоперабельный рак, и он умер. Его прах был развеян в море неподалёку от его дома.

## Достижения
Кардифф Сити
- Обладатель Кубка Англии: 1927
- Обладатель Кубка Уэльса: 1927
- Обладатель Суперкубка Англии: 1927